# Cyrtograpsus angulatus
El cangrejo de las rocas (Cyrtograpsus Angulatus) es una especie de crustáceo decápodo braquiuro, la única que integra el género monotípico Cyrtograpsus.
Habita en ambientes costeros marinos y estuariales de América del Sur.

## Distribución y hábitat
Este cangrejo habita en aguas de la franja costera en fondos rocosos, arenosos y también fangosos, donde forma cangrejales, con cuevas en fondos limosos del intermareal y sublitoral superior. Penetra en sectores de aguas salobres del sector estuarial del Río de la Plata.
En el océano Atlántico se distribuye desde Río de Janeiro en el este de Brasil hacia el sur, con poblaciones en los estados de: Río de Janeiro, São Paulo, Paraná, Santa Catarina y Río Grande del Sur; en el sudeste del  Uruguay, en los departamentos de: Rocha, Maldonado, Canelones y Montevideo; llegando por el sur hasta el este de la Argentina, en las provincias de: Buenos Aires, Río Negro, Chubut y nordeste de Santa Cruz (Puerto Deseado).
Otra población fuertemente alopátrica con la anterior se presenta en el océano Pacífico, desde la bahía San Lorenzo en el oeste del Perú, hasta Talcahuano en el centro de Chile.  

## Características y costumbres
Su caparazón posee de 15 a 40 mm de diámetro, hasta 42 mm en los machos. Las hembras son de menor talla.
Esta especie constituye una de las principales presas de la gaviota cangrejera o de Olrog (Larus atlanticus).

## Taxonomía
Esta especie y género monotípico de cangrejo fue descrito originalmente en el año 1852 por el zoólogo carcinólogo estadounidense James Dwight Dana.
Se lo incluye en la familia Varunidae, subfamilia Varuninae H. Milne-Edwards, 1853.
A este género le eran adscriptas 4 especies:
- Cyrtograpsus affinis Dana, 1851
- Cyrtograpsus altimanus Rathbun, 1914
- Cyrtograpsus angulatus Dana, 1851
- Cyrtograpsus cirripes Smith, 1800

Sin embargo en el año 2003 fue sinonimizada C. altimanus en C. affinis. Sobre la base de las importantes diferencias morfológicas entre C. angulatus y C. affinis, se transfirió a este último a un género propio, Patagograpsus, es decir: Patagograpsus affinis.  